# Експедиційна медаль ВМС (США)
Експедиційна медаль Військово-морських сил США (англ. Navy Expeditionary Medal) — військова нагорода, відомча медаль Військово-морських сил США для заохочення офіцерського, старшинського та рядового складу ВМС США, які безпосередньо брали участь у забезпеченні висадки морського десанту на ворожу територію та брали участь у військових діях проти противника у воєнний та мирний час, або ж за дії в обставинах, які визнаються такими, що заслуговують на особливе визнання учасників, що не були нагороджені за цю кампанію чи бій якось іншою нагородою. Нагорода була заснована у серпні 1936 року наказом No. 84 по департаменту ВМС США і вважається ретроспективою нагороди, що має право присвоюватися за дії з 12 лютого 1874 року. Експедиційна медаль одна з небагатьох нагород американського флоту, що не може вручатися військовикам Корпусу морської піхоти країни.

## Опис

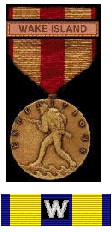
Позначка острову Вейк (Wake Island Device) (вгорі — Експедиційна медаль Корпусу морської піхоти; внизу — стрічка Експедиційної медалі ВМС)

Дизайн медалі був винайдений американським художником Вінсентом Глінські (1895—1975) і зразок виготовлений скульптором Адольфом Вейманом (1870—1952). На лицевому боці нагороди зображений матрос на десантно-висадочному засобі, котрий висаджує на берег трьох морських піхотинців, один з них озброєний гвинтівкою; на задньому плані морський офіцер і за ним ліворуч прапор США. У верхній частині медалі надпис «Експедиційна висадка» (англ. Expeditions). На тильній стороні військової нагороди символ Сполучених Штатів — орлан білоголовий, що сидить на морському якорі, з головою повернутою вліво. Орел кігтями охоплює гілочки лавра, які звивають у верхній частині якоря в обох напрямках. На горі напис Військово-морські сили США (англ. UNITED STATES NAVY); над лавром — «За службу» (англ. FOR SERVICE).

## Військові операції, за які нагороджують
Експедиційна медаль ВМС вручалася за участь американських військових флоту в певних військових операціях:
| Регіон (країна) дій                                                    | Термін                              |
| Гаваї (Гонолулу)                                                       | 12 — 20 лютого 1874                 |
| Єгипет (Александрія)                                                   | 10 червня — 29 серпня 1882          |
| Колумбія (Штат Панама)                                                 | 31 березня — 22 травня 1885         |
| Корея (Сеул)                                                           | 19 — 30 червня 1888                 |
| Самоа (Апіа)                                                           | 13 листопада 1888 — 20 березня 1889 |
| Гаваї (Гонолулу)                                                       | 30 — 31 липня 1890                  |
| Аргентина (Буенос-Айрес)                                               | 30 липня 1890                       |
| Гаїті                                                                  | 2 травня — 30 серпня 1891           |
| Чилі (Вальпараїсо)                                                     | 28 — 30 серпня 1891                 |
| Гаваї (Гонолулу)                                                       | 16 січня — 1 квітня 1893            |
| Нікарагуа (Блуфілдс)                                                   | 6 липня — 6 серпня 1894             |
| Корея (Сеул)                                                           | 24 липня 1894 — 3 квітня 1896       |
| Китай (Тяньцзінь)                                                      | 4 грудня 1894 — 16 травня 1895      |
| Корея (Чіфу)                                                           | 1 — 18 березня 1895                 |
| Колумбія (Бокас-дель-Торо)                                             | 8 — 9 березня 1895                  |
| Нікарагуа (Коринто)                                                    | 2 — 4 травня 1896                   |
| Нікарагуа (Сан-Хуан-дель-Сур)                                          | 7 — 8 лютого 1898                   |
| Китай (Пекін/Тяньцзінь)                                                | 4 листопада 1898 — 13 березня 1899  |
| Нікарагуа (Блуфілдс)                                                   | 24 — 28 лютого 1899                 |
| Самоа (Апіа)                                                           | березень — травень 1899             |
| Колумбія (Штат Панама)                                                 | 11 листопада — 4 грудня 1901        |
| Колумбія (Бокас-дель-Торо)                                             | 17 — 19 квітня 1902                 |
| Панама (Панамський перешийок)                                          | 18 — 22 вересня 1902                |
| Панама (Панама/Колон)                                                  | 23 вересня — 18 листопада 1902      |
| Гондурас (Трухільйо/Ла-Сейба/Пуерто-Кортес)                            | 21 березня — 16 квітня 1903         |
| Домініканська Республіка (Санто-Домінго)                               | 1 — 19 квітня 1903                  |
| Сирія (Бейрут)                                                         | 8 — 13 вересня 1903                 |
| Сирія (Бейрут)                                                         | 10 — 17 жовтня 1903                 |
| Панама                                                                 | 4 листопада 1903 — 26 лютого 1904   |
| Абісинія                                                               | 21 листопада 1903 — 18 січня 1904   |
| Панама (Портобело)                                                     | 31 грудня 1903                      |
| Домініканська Республіка (Санто-Домінго/Сан-Педро-де-Макоріс)          | січень — 27 лютого 1904             |
| Корея (Охорона американської дипломатичної місії)                      | 5 січня 1904 — 11 листопада 1905    |
| Російська імперія (Санкт-Петербург, охорона американського посольства) | грудень 1905 — 1 січня 1907         |
| Гондурас (Лагуна де Тукамайя, Чолома)                                  | 28 квітня — 8 червня 1907           |
| Нікарагуа (Блуфілдс)                                                   | 20 грудня 1909 — 15 березня 1910    |
| Нікарагуа (Коринто)                                                    | 30 травня — 4 вересня 1910          |
| Китай (Пекін, охорона американської дипломатичної місії)               | 10 жовтня 1911 — 19 січня 1914      |
| Китай (Пекін/Шанхай)                                                   | 10 жовтня 1911 — 19 січня 1914      |
| Куба (Гуантанамо)                                                      | 28 травня — 5 серпня 1912           |
| Нікарагуа (Манагуа, охорона американської дипломатичної місії)         | 15 листопада 1912 — 5 квітня 1917   |
| Гаїті (Порт-о-Пренс)                                                   | 26 січня — 10 лютого 1914           |
| Гаїті (Гонаїв)                                                         | 1 — 3 лютого 1914                   |
| Гаїті (Кап-Аїтьєн)                                                     | 18 жовтня — 7 листопада 1914        |
| Домініканська Республіка                                               | 15 серпня — 17 грудня 1914          |
| Гаїті                                                                  | 15 серпня — 17 грудня 1914          |
| Гаїті                                                                  | 7 грудня 1915 — 5 квітня 1917       |
| Домініканська Республіка                                               | 5 грудня 1916 — 5 квітня 1917       |
| Гаїті                                                                  | 12 листопада 1918 — 31 березня 1919 |
| Домініканська Республіка                                               | 12 листопада 1918 — вересень 1924   |
| Нікарагуа (Манагуа, охорона американської дипломатичної місії)         | 12 листопада 1918 — 3 серпня 1925   |
| Росія (Руський острів)                                                 | 31 березня 1920 — 19 листопада 1922 |
| Гаїті                                                                  | 16 червня 1920 — 25 листопада 1924  |
| Туреччина (Ізмір)                                                      | 28 червня — 3 липня 1921            |
| Туреччина (Смирна)                                                     | 7 вересня — 18 жовтня 1922          |
| Гондурас (Тела/Ла-Сейба/Пуерто-Кортес/Тегусігальпа)                    | 28 лютого — 13 березня 1924         |
| Гондурас (Тела/Ла-Сейба/Пуерто-Кортес/Тегусігальпа)                    | 18 березня — 30 квітня 1924         |
| Китай (Пекін, охорона американської дипломатичної місії)               | 9 вересня 1924 — 1 березня 1925     |
| Китай (Шанхай)                                                         | 15 січня — 31 серпня 1925           |
| Китай (Учжоу)                                                          | 3 квітня 1926                       |
| Нікарагуа (Блуфілдс)                                                   | 7 травня — 4 червня 1926            |
| Китай (Гуанчжоу)                                                       | грудень 1927                        |
| Конвоювання транспортних суден SS Mei Lu та SS I'Ping                  | 22 квітня — 15 травня 1928          |
| Гаїті                                                                  | 4 грудня 1929 — 5 серпня 1931       |
| Китай (Шанхай)                                                         | 9 — 24 вересня 1934                 |
| Інцидент з USS Panay                                                   | 12 грудня 1937                      |
| острів Вейк (Битва за острів Вейк)                                     | 7 — 22 грудня 1941                  |
| Куба                                                                   | 3 січня 1961 — 23 жовтня 1962       |
| Таїланд                                                                | 16 травня — 10 серпня 1962          |
| Індійський океан/Іран/Ємен                                             | 8 грудня 1978 — 6 червня 1979       |
| Іран/Індійський океан                                                  | 29 листопада 1979 — 20 жовтня 1981  |
| Ліван                                                                  | 20 серпня 1982 — 31 травня 1983     |
| Лівія                                                                  | 20 січня — 27 червня 1986           |
| Перська затока                                                         | 1 лютого 1987 — 23 липня 1988       |
| Лівія (Операція «Шарп Ейдж»)                                           | 5 серпня 1990 — 21 лютого 1991      |
| Руанда (Операція «Дістант Раннер»)                                     | 7 — 18 квітня 1994                  |
| Теракт проти американського есмінця USS «Коул»                         | 12 жовтня 2000 — 15 грудня 2002     |

## Нагородження експедиційною медаллю Військово-морських сил
Медаллю нагороджуються виключно офіцери, старшини та матроси флоту Сполучених Штатів. Повторне нагородження позначається службовими зірками. Позначка острову Вейк (англ. Wake Island Device) є виключною відзнакою для заохочення тих, хто брав участь в обороні острову за часів Другої світової війни.
Частка кавалерів нагороди отримала її за свої дії під час таємних операцій уряду США, до яких залучалися військово-морські сили.
Ім'я першого нагородженого медаллю невідомо, останніми цією нагородою були відзначені вояки за рятувально-відновлювальні дії після теракту проти американського есмінця USS «Коул».